# 마이 프린세스
《마이 프린세스》는 2011년 1월 5일부터 2011년 2월 24일까지 방영된 문화방송의 텔레비전 드라마이다.

## 등장 인물
- 송승헌 : 박해영 역 (31세) (아역:최원홍) - 외교관

대한그룹의 유일한 후계자로 아이비 리그 학벌을 갖춘 외교관이다. 공주 이설의 개인교사를 맡게 된다. 대한민국 최고, 최대, 최강의 재벌 기업 대한종합그룹의 유일한 후계자. 그만한 팔자를 타고 났음 사소한 결점 한 둘 있어도 좋으련만. 준수한 외모에 아이비리그 나온 학벌에 직업까지 외교관이다. 세습경영 안 하겠다는 할아버지 평생 신조에 쿨하게 동의하고 외교관이 됐을 때, 진정한 노블리스 오블리제의 실천이라며 스스로 기특했었는데. 설마 이렇게까지 뒤통수 맞을 줄이야. 경영권은 넘겼어도 재산은 물려줘야지. 대한그룹 회장의 전 재산이면 세계 최고 갑부라는 브루나이 국왕정돈 찜 쪄먹고도 남는다. 그걸 통째로 날리겠다니 치매신 걸까?
게다가 이 모든 걸 포기하게 만든, 국민투표까지 패스했다는 공주라는 게 이설이란다. 백화점 주차장에서 사은품 타게 영수증 좀 달라며 배시시 웃던 빈티궁상이 공주라니! 설상가상으로 대통령이랑 할아버지랑 쌍으로 나서서는 그에게 공주 개인교사 노릇까지 하란다. 대한민국 정치와 경제의 수장이란 두 양반이 감이 없어도 그렇게 없나. 외신에 망신 안 당하려면 패서라도 가르쳐야겠다 싶긴한데 꼴에 또 지가 공주라고 반항한다.
그런데 내가 미쳤나 보다. 코피 터져가며 타임스 외우고 있는 걸 보니 무리하지 말라며 재우고 싶다. 이거…뭐지?
- 김태희 : 이설 역 (25세) (아역:전민서) - 서림대학교 고고미술사학과 대학생

학과 공부와 아르바이트로 바쁜 평범한 대학생에서 하루아침에 대한민국 황실의 공주로 신분이 바뀐다. 출생의 비밀이 있다. 눈물 콧물 쏙 빼는 출생의 비밀과 사사건건 인생에 태클 거는 양언니 따윈 암모나이트처럼 기억 저편에 묻어버리고 아침엔 웨딩촬영알바, 점심엔 학교 행정실 알바, 그리고 나선 (짝)사랑하는 교수님의 고고학개론 수업을 들으며 백만 볼트짜리 사랑의 레이저를 쏘느라 하루하루 바쁘고 스펙터클하게 살아가는 앙큼발랄 풋풋한 청춘.
어느 날, 그만 인생 최고의 로또가 터졌다. 자고 일어나니 하루아침에 대한민국 황실의 공주란다. 나 하나 공주 만들라고 대한민국 최고 재벌 대한그룹 회장님이 전 재산 다 내놓고, 오천만 국민들이 새벽부터 줄 서서 도장 찍어준데다가 세계 각국 꽃미남 왕자님들까지 줄줄이 축전을 보내오는데 눈 한 번 질끈 감고 이 한 몸 바쳐 공주 노릇 해보기로 결심한다. 헌데 속았다. 친부모 찾아준다며 끌고 가선, ‘공주’ 시켜준다고 궁에 가둬놓고는 새벽부터 밤중까지 ‘공부’만 시킨다. 정말 악소리 날 지경인데…
더 팔짝 뛰겠는 건 이 모든 걸 가르쳐 주는 선생님이 단 한 명, 잘난 척 대마왕 박해영 사무관이라는 거다. 최고의 인재라며 대통령이 쌍엄지를 치켜세우며 추천했다는데 개뿔, 한 시간만 같이 공부 해보라지. WTO 개별조항 하나 틀린 게 그리 큰 죄란 말이냐…
- 박예진 : 오윤주 역 (30세) - 해영박물관 관장

대한 그룹 박 회장 비서의 딸로, 대한 그룹을 갖기 위해 해영을 자기 남자로 만들려 한다. 어린 시절 별명은 공주였다. 예쁜 애가 예쁜 옷만 입고 궁전 같은 집에서 산다고. 재벌 딸이라고 다들 그렇게 불렀다. 철들고 알았다. 예쁜 옷은 대한 섬유 브랜드의 샘플이고, 궁전 같은 집은 회장님의 집이며, 재벌 딸이 아니라 재벌 비서의 딸이라는 걸. 대한 그룹의 반은 아버지가 만든 거나 마찬가진데 그 놈의 비서 딸이란 신분은 평생 바뀔 생각을 안 한다. 그래서 결심했다. 박회장의 손자 해영을 내 남자로 만들겠다고. 그럼 대한그룹이 내꺼 된다고.
그런데 갑자기 공주가 나타났고 회장님은 그 앨 위해 전 재산을 사회환원 해 버렸다. 촌스럽고 무식하고 빈티 나는 저 애가 지 맘대로 남의 인생 리셋버튼을 눌러버린 거다. 게다가 다 넘어왔다고 한발자국만 더 가까이 오면 된다고 생각했던 해영이 이설에게 마음이 가는 듯 하다. 도저히 용서가 안 된다.
결국 그녀, 계획을 세운다. 성공한다면 대한민국은 황실을 잃을 테고 난…
- 류수영 : 남정우 역 (32세) - 서림대학교 고고미술사학과 조교수

이설의 전공담당 교수로, 고고학자이자 미술학 박사다. 이설이 공주가 된 후, 황실문화재환수위원회의 고문직을 맡게 된다. 이설의 전공담당 교수. 학창시절부터 여학우들에게 인기 좀 끌던 미모가 여전해 교수계의 아이돌, 일명 ‘교수돌’이라 불린다. 빈땅만 보면 파고 싶고, 굴러다니는 돌멩이만 보면 연대측정부터 하고 보는 못 말리는 고고학자이자 미술학 박사다.
헌데 흔한말로 개천의 용인지라 남보다 일찍 교수 타이틀 달았어도 집구석 살림 들여다보면 깝깝하다. 조교수 월급 모아 언제 궁궐터라도 한 번 파볼 수 있을까. 뿐인가. 첫사랑 윤주도 보통 남자론 감당 못할 여자라 여태 프러포즈 한 번 못해봤다. 무슨 놈의 인생이 사랑하게 되는 것마다 이리 감당하기 어려운지.
결국 인간은 역사의 수레바퀴를 얌전히 따라가며 살아가면 그뿐이라고 생각하던 어느 날, 신기한 일이 벌어졌다. 리포트는 늦게 내도, 발굴 현장에선 남학생 2인분을 해내던 이설이 공주가 됐단다. 그러니 황실문화재 환수위원회의 고문직을 맡아달란다. 마냥 어린 줄 알았던 이설. 우리가 새로운 역사를 쓰자고 한다. 가슴이 뛴다.

### 그 외 주요인물
- 이성민 : 이영찬 역 (52세) - 대한민국의 대통령

정의롭고 냉철하다. 야당 대변인 출신으로 대선에 도전하기 위해 박동재의 힘을 빌렸다. 결국 그는 대통령 자리에 올랐고, 대신 박동재는 조건이 있었다. 대통령이 된다면 간절히 자신이 원하는 것을 이루기 위해 국민투표를 여는데 힘이 되어달라고 했다. 그 소원이라는 것이 알고 보니 공주를 만들어주면 전 재산을 환원하겠단다. 재벌 해체니 나쁘지 않다. 이제 공주를 똑똑하게 가르쳐 청와대의 스피커로 거듭나게 할 일만 남았다.
- 이대연 : 소순우 역 (64세) - 정치인

평생 정치에 힘 써온 자칭 킹 메이커. 평생 여당을 놓쳐본 적이 없는데 저 놈의 대통령인지 때문에 살다 살다 야당을 다 해본다. 왕실 재건안도 상당히 맘에 안 들어 이런 저런 태클을 걸어봤는데 꼼짝도 안 하는 꼴을 보고 나니 왕실이 더 맘에 안 든다. 자신만의 논리로 대한민국 왕실은 불편하다 생각하고 구체적 방법 찾기에 골머리다.
- 최유화 : 강선아 역 (25세) - 이설의 친구

서림대 고고미술 사학과 학생. 연애에는 대단한 지식을 가져서 연애박사로 불린다. 설의 친구, 연애박사다. 설이 엉뚱한 짓 한 번 하려고 하면 김 빼놓는데 선수다. 자칭 타칭 사람을 꿰뚫어 본다는 매의 눈으로 설이 떠들어대는 모든 건 사실 선아가 떠든 걸 조용히 메모했을 뿐이다. 설이가 공주가 된 후에도 전혀 두려워하지 않고 큰소리 뻥뻥 치며 옆을 지켜준다. 설이의 유일한 휴식처.
- 허태희 : 보좌관 역 - 소순우 의원의 보좌관
- 추헌엽 : 유기광 역 - 기자

### 대한그룹 사람들
- 이순재 : 박동재 역 (88세) (아역:조휘준) - 대한그룹 총회장, 해영의 친조부

일제강점기 때 선친의 독립자금을 이용해 대한그룹을 설립하여 갑부의 대가에 오르지만 과거 독립자금으로 기업을 세운 오점 탓에 선친을 비롯한 독립선열들과 순종 황제에게 크나큰 죄책감을 느끼며 이를 만회하기 위해 순종 황제의 적자(嫡子)를 물색한다. 국내 최고 종합 기업인 대한그룹의 총수. 투명한 기업 경영, 세습경영 철폐, 노블리스 오블리제 실천으로 존경 받는 기업인이나 남모를 비극적인 과거의 소유자. 일제 강점기 시절 아버지를 대신해 군자금을 임정에 전달하고 순종의 적자를 구해오라는 밀명을 받았으나, 결국 왕실을 배신하고 군자금을 빼돌려 오늘 날 대한그룹의 전신인 한국방직을 설립한다. 사업이 번창할수록 죄책감도 함께 자랐다. 그래서 평생토록 순종의 후사를 찾았고 이제 그는 자신의 마지막 대업인 이설을 공주로 만들고자 하는데…
- 맹상훈 : 오기택 역 (58세) - 대한그룹의 비서실장, 오윤주의 아버지

오랫동안 그룹에 몸을 담아오며 박동재를 보좌하고 있다.대한그룹의 비서실장이자 윤주의 부친. 동재의 부하 직원이자 든든한 벗으로 반평생을 대한그룹을 위해 헌신했다. 그 보답으로 동재는 대한그룹에서 지은 박물관 관장 자리를 딸 윤주에게 맡겼다. 언제나 분에 넘치는 대우와 보수를 받고 있다 생각하지만, 윤주는 그렇게 생각하지 않는 모양이다. 기택은 그 점이 늘 걱정이다.

### 이설이네
- 임예진 : 김다복 역 (46세) - 이단, 이설의 어머니

이단보다는 이설에게 편애를 해 왔던 영향 때문에 한편으로는 후회하고 있다. 사람이 너무 착하면 사는데 불편하다라는 생각이 절로 들게 만드는 캐릭터. 귀가 얇은 탓에 다단계하는 친구에서부터 약장수에게까지 인기가 좋다. 어릴 적부터 부족한 자식, 딱한 자식이라고 생각해 설이를 아껴왔던 것이 단이에게 그리 큰 상처가 됐을 줄은 꿈에도 몰랐는데…
- 강예솔 : 이단(고은별) 역 (25세) - 이설의 언니

이설과는 고아원에서 함께 입양 되어 자매사이로 지냈지만 한편으로는 그녀를 질투하고 있다. 고아원에서 만난 이설과 함께 한 집으로 입양됐다. 말썽 한 번 안 부리고 장학금도 꼬박꼬박 타는 착한 딸이었지만 부모님은 이설을 더 사랑했다. 이설이 있는 한 영원히 행복해질 수 없단 생각이 들었을 때, 황실의 공주가 된 이설이 집을 떠났다. 신분은 훔칠래야 훔칠 수도 없어 질투와 억울함에 잠 못 이루던 어느 날, 드디어 그녀에게도 기회가 찾아오는데…

### 황실 사람들
- 손성윤 : 신미소 역 (28세) - 평상궁

못하는 운동이 없고, 평소에 다정다감하나 불의를 보면 참지 못해 발이 먼저 올라간다. 그저 풍선껌 씹는 걸 좋아했을 뿐인데, 껌 좀 씹는 일진 언니로 소문나 고등학교 내내 별명이 '불광동 썩소'였다. 경호원으로 취업하지만 불의 앞에 눈이 뒤집어지기 전에 너무 상냥하고 미소가 헤픈 지라 카리스마 부족으로 짤렸다. 천신만고 끝에 황실에 상궁으로 입궐, 이제야 진짜 적성을 찾았구나 싶었는데...홍상궁이 불의를 저지르는 걸 보는 순간, 일진 본능이 튀어나온다. '홍상궁니임~, 저 불광동 썩소입니다. 이러시면 큰일납니다!'
- 이기광 : 건이 역 (22세) - 궁중보조요리사

모태 아이돌. 태어난 산부인과에서부터 간호사들에게 인기 짱이었다. 잘생긴 데다 성격도 다정다감해 유치원시절부터 여자애들을 몰고 다닌 건 말하면 입 아프다. 온 동네 누나, 이모, 할머니들에게까지 인기폭발인 동네 아이돌. 솔직히 말하면 인기 많은 게 좀 피곤해서 19살에 일찍 군대부터 갔다 왔다. 그리고 그곳에서 선임이 몰래 끓여준 라면을 먹고 맛의 세계의 눈을 뜨게 되고, 황실 주방에 보조로 취직까지 하게 된다. 그리고 운명처럼 황실로 들어가기 직전, 울고 있는 공주님을 만나게 된다. 내가 감히 공주님의 눈물을 닦아줘도 되는 걸까...
- 황영희 : 홍인애 역 (40세)

황실 상궁실장이자 윤주의 심복. 유서 깊은 상궁 집안(?)의 후손이자 사극 매니아. 주특긴 이설 감시하기, 취미는 윤주에게 이설의 일거수 일투족 보고하기다. 제일 좋아하는 드라마는 대장금이고, 인생의 롤모델은 최상궁, 평생 소원은 황실이 다시 생겨 최고상궁이 되어보는것! 하지만 최고상궁은커녕 초보 싱글맘으로서 살기도 벅차던 어느 날, 드라마 속 '귀인'처럼 윤주를 만났다. 그리고 운명처럼 자신의 공주님은 윤주임을 느끼고 바로 입궁한다.

### 그 외 인물
- 박혁권 : 이한 역 - 이설의 아버지, 이영의 아들, 황세손
- 박정우 : 박태준(제임스박) 역 - 해영의 아버지
- 손화령 : 김 조교 역 - 서림대 고고미술 사학과 조교
- 백봉기 : 봉재 역 - 해영의 개인 경호원
- 인교진 : 김승현 역 - 외교통상부 사무관, 해영의 후임
- 최윤정 : 행사 스탭 역
- 오지현
- 고유미
- 나디아
- 홍정욱 : 김원 역
- 김건호
- 이창 : 기자 역
- 홍재성 : 정우의 지인 역
- 김현정
- 백재진 : 공사장 인부 역
- 민준현 : 기자 역
- 박정민 : 기자 역
- 김성훈
- 박상용
- 한동혁
- 이승기 : 해영의 선배 역
- 정석용 : 목사 역
- 김기준
- 나승호 : 주유소 직원 역
- 최윤준 : 횟집 손님 역
- 김경룡 : 서림대학교 총장 역
- 정종열 : 의사 역
- 민영
- 정지윤
- 박가람
- 김지현
- 최다은
- 권영경 : 열나는 아이의 엄마 역
- 김미리
- 김상미
- 조선옥 : 의상실 직원 역
- 전혜영 : 의상실 직원 역
- 한서진
- 황인혜
- 이채은
- 박지유
- 최효상 : 박창만 역 - 이한을 알고있는 남자
- 유옥주 : 박창만의 부인 역
- 정다운
- 이지영
- 김난영 : 미용사 역
- 안수호 : 트럭기사 역
- 반혜라 : 보육원의 수녀 역
- 이정성 : 외교통상부 책임자 역
- 최효현 : 대한그룹 비서 역
- 강민정 : 커피 쏟은 이설을 지켜보는 여자 역
- 성현주 : 이설과 부딪혀 커피 쏟은 여자 역
- 이종구 : 황실재단의 이사 역
- 손선근 : 유 변호사 역
- 전헌태 : 기자 역

### 아역
- 김다연 : 혜지 역 - 홍인애의 딸

### 특별 출연
- 안내상 : 순종 역 - 대한제국의 마지막 황제
- 조성하 : 박동재의 아버지 역

독립운동가. 중국 상하이에 있는 대한민국 임시정부 앞으로 보낼 독립 자금을 아들인 박동재에게 넘겨줬지만 결국에는 대한그룹 설립 자금으로 사용되고 말았다.
- 허일후 : 앵커 역
- 차화연 : 의상디자이너 역
- 주상욱 : 현우 역 - 이설의 아는 오빠

## 수상 경력
- 2011년 MBC 연기대상 남자 신인상 이기광

## 시청률
| 2011년      | 2011년      | 2011년         | 2011년       | 2011년         | 2011년       |
| 회차        | 방송일      | TNmS 시청률    | TNmS 시청률  | AGB 시청률     | AGB 시청률   |
| 회차        | 방송일      | 대한민국(전국) | 서울(수도권) | 대한민국(전국) | 서울(수도권) |
| ----------- | ----------- | -------------- | ------------ | -------------- | ------------ |
| 제1회       | 1월 5일     | 13.0%          | 17.1%        | 15.9%          | 17.5%        |
| 제2회       | 1월 6일     | 14.3%          | 17.2%        | 17.6%          | 19.8%        |
| 제3회       | 1월 12일    | 16.2%          | 20.0%        | 20.0%          | 21.7%        |
| 제4회       | 1월 13일    | 17.0%          | 22.7%        | 20.9%          | 23.0%        |
| 제5회       | 1월 19일    | 16.9%          | 21.9%        | 18.8%          | 21.0%        |
| 제6회       | 1월 20일    | 14.0%          | 18.4%        | 18.8%          | 21.3%        |
| 제7회       | 1월 26일    | 14.1%          | 18.2%        | 15.7%          | 17.7%        |
| 제8회       | 1월 27일    | 14.5%          | 18.0%        | 17.4%          | 20.0%        |
| 제9회       | 2월 2일     | 9.9%           | 11.8%        | 12.1%          | 13.6%        |
| 제10회      | 2월 3일     | 8.4%           | 10.1%        | 11.3%          | 13.0%        |
| 제11회      | 2월 9일     | 12.0%          | 14.7%        | 15.2%          | 17.7%        |
| 제12회      | 2월 10일    | 12.4%          | 15.8%        | 14.8%          | 17.0%        |
| 제13회      | 2월 16일    | 12.6%          | 15.5%        | 15.3%          | 17.9%        |
| 제14회      | 2월 17일    | 12.3%          | 15.5%        | 15.1%          | 17.4%        |
| 제15회      | 2월 23일    | 12.0%          | 15.6%        | 14.6%          | 16.7%        |
| 제16회      | 2월 24일    | 12.3%          | 15.4%        | 15.0%          | 17.2%        |
| 평균 시청률 | 평균 시청률 | 13.2%          | 16.7%        | 16.2%          | 18.3%        |

## 경쟁 프로그램
- 싸인 (SBS)
- 프레지던트 (KBS 2TV)

## 제작진
- 기획 : 한희
- 각본 : 장영실
- 연출 : 권석장, 강대선
- 제작 : 이선상, 이주열
- 방송사 : MBC